# 西武福井店
西武福井店（せいぶふくいてん）は、福井県福井市中央にあるそごう・西武運営の日本の百貨店である。

## 概要
福井市の地元資本によって1928年（昭和3年）に創業した「だるま屋」が西武百貨店と資本提携し、変遷を経て西武百貨店（旧法人）の直営店舗となった店舗である。
福井県唯一の日本百貨店協会加盟店舗。

## 沿革
- 1928年（昭和3年）7月6日 - 「だるま屋」創業[3][4]。
- 1931年（昭和6年） - 「コドモの國」開館。少女歌劇部創設。
- 1945年（昭和20年）7月19日 - 福井空襲で全壊全焼。
- 1948年（昭和23年）6月28日 - 福井地震で全壊全焼。
- 1953年（昭和28年） - 新店舗完成。
- 1970年（昭和45年） - 西武百貨店と業務提携。
- 1980年（昭和55年）5月28日 - 新店舗（本館）完成[6]。資本提携により「だるまや西武」へ社名変更。
- 1988年（昭和63年） - セゾングループ再編により「西武北陸」へ社名変更。小松西武、富山西武の譲渡を受ける。
- 1993年（平成5年） - 西武百貨店と合併。直営店となる[3]。
- 1999年（平成11年）9月 - 1992年に閉鎖となった福井中央ビルを順栄興産（福井市）が改装し、西武側が1棟まるごと借り受け[7][8]、新館開業[3][9]。ロフト入居。
- 2005年（平成17年）11月 - 本館と新館を地下で結ぶ連絡通路が完成。同時期に屋上プレイランドが閉館。
- 2006年（平成18年）2月26日 - 新館リニューアル。「福井西武」と呼称変更。富山西武閉店。
- 2009年（平成21年）8月1日 - そごう・西武発足に伴い、「西武福井店」に呼称変更。
- 2016年（平成28年）10月31日 - 福井県と包括的連携協定を締結[10]。
- 2020年（令和2年）2月 - 本館8階のレストラン街の全面改装に着手[11]
- 2021年（令和3年）
  - 2月28日 - 新館が営業終了[9][12]。
  - 3月12日 - 本館をリニューアル。新館にあった一部テナント（紀伊國屋書店・ロフト・無印良品）を本館へ移す、1階の一部を食品売場とするなどの改装を実施[9][13][14]。JINS開業。
  - 4月22日 - 本館8階のレストラン街改装が一部終了し、リニューアルオープン[15]。

## だるま屋

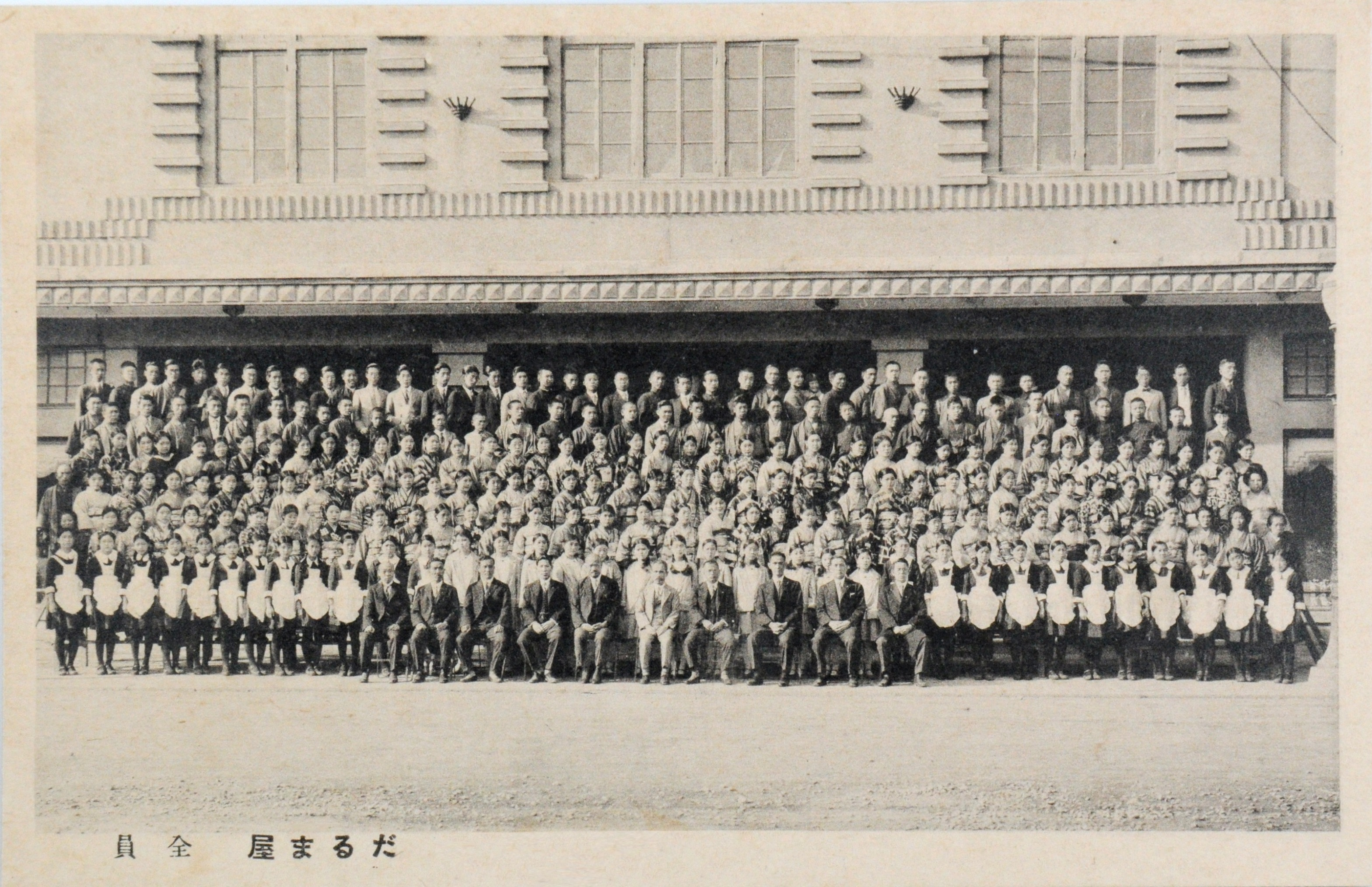
だるま屋全員（戦前）。最前列中央の10人の男性のうち左から5人目が坪川。女性は前列を除きほぼ全員が和服、男性は約半数が和服。

西武福井店は、福井市地場資本「だるま屋」が発祥。1928年（昭和3年）、福井県庁が移転することになり、町が寂れることを危惧した坪川信一が「だるま屋」デパートを建設したのが始まり。創業時は木造2階建て、本館延べ370坪。店員は75名だった。商号は坪川の風貌が「だるま」に似ていたことでつけられた仇名に由来する。建設現場では初日に大文字で「だ」を張り、次の日には「る」、その次の日には「ま」と順に掲示したことにより町の人々の興味を引くことになった。
当時人口10万人以下だった福井市での百貨店経営は無理だとする大方の見方を覆し、初年度から黒字を記録した。福井空襲で店舗は全焼、1948年（昭和23年）6月に復興店舗が完成したが、直後に福井地震で倒壊した。被災直後から仮店舗で営業を継続し、1953年（昭和28年）12月に新店舗が鉄筋3階建て竣工した。屋上の遊園地には回転飛行機やモノレール（ミニ鉄道）、3階には大食堂も設置され、賑わった。

### 創業者・坪川信一
坪川 信一（つぼかわ しんいち、1887年3月10日 - 1962年5月18日）は、教育者で福井市内の尋常小学校・高等小学校を歴任、1919年（大正8年）、県の社会教育主事に抜擢された。しかし、県知事と意見対立から辞職し、商業会議所書記を経て だるま屋の経営に専念する事になった。しかも、創業メンバーは全員が教員出身。いわば商売人としては「ずぶの素人」集団だった。
経営理念には「教育の商業化」、「教育の生活化」を掲げ、「コドモ百貨部」「コドモ相談部」など、子供に焦点をあてた事業を展開した。 その一環として、別館「コドモの國」（2階建て）を開設、館内には旋回すべり台、ミニゴルフ、鏡の間などの遊具・施設を設置した他、「少女歌劇部」を創設し、その常設劇場も開場した。
雑誌『商店界』は、「既成商人を圧倒する素人商売、商売即社会教育の実行者」としてその異色ぶりを紹介した。なお、劇場は福井市に公会堂がなかったため、各種団体の総会や展覧会の会場としても利用され、公共的な機能をも果たしていた。 
戦後は、屋上に機関車、モノレール、飛行塔、メリーゴーラウンドなど子供たちのための遊園地を設置した。

### だるま屋少女歌劇部

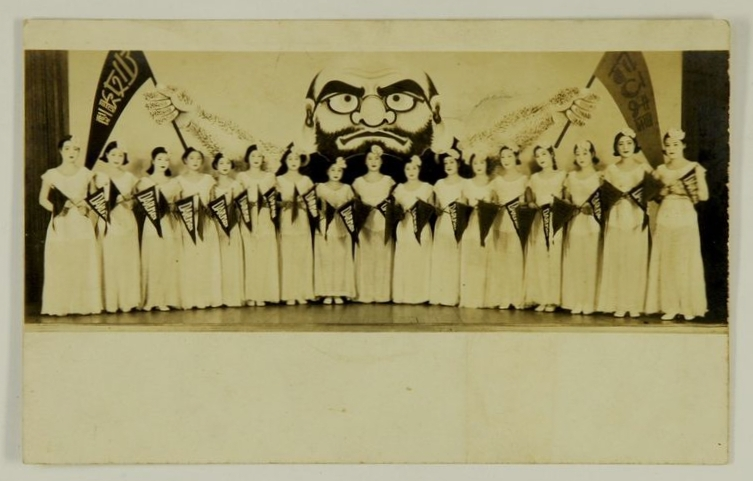
だるま屋少女歌劇　新春ヴァライテイ・フィナーレ（1935年1月）

だるま屋少女歌劇部は、だるま屋百貨店店長の坪川信一が傾倒していた「松竹歌劇団」を模して1931年に創設した。
1931年（昭和6年）3月19日付「福井新聞」に生徒募集の広告を掲載し、4月に第1期生12名を採用し、同年11月に第1回公演を開幕した。
軍政下の1936年（昭和11年）7月、「百貨店が興行場を設置することを禁止」とする内務省指示により存続できなくなり、結成からわずか5年で終焉を迎えることになった。以後は、歩兵第36連隊（鯖江）への慰問などの不定期の活動のみが行われた。
団員は、尋常小学校卒以上の少女を採用し、給料や待遇は他の店員と同様だった。
プログラムは月代わりで、舞踏小品を組み合わせた「ヴァライテイ」に加え、「爆弾勇士江下一等兵」「大国主命（おおくにぬしのみこと）」「国性爺合戦」「忠臣蔵」「安宅」「椿姫」等、様々な演目をこなした。 当初は学芸会レベルだったパフォーマンスも向上するとともに人気も上昇。近隣郡部の青年団や教育会、工場の慰安会、そして1935年（昭和10年）5月の福井市役所落成祝賀会等、出張公演も行うようになっていった。また、人気スターのブロマイドも発行された。
主な出演者
- 1期生：如月冴子、築紫光子、千草麗子、彌生伶子、御舟明子、越路由紀子、鈴波京子、桂木妙子
- 2期生：泉澄子、桜木美奈子、花丘美智子、夕月照子
- 3期生：浜真砂子、芳野寿美子、霞浦子
- 4期生：藤波珠子
- 5期生：臼井君江、米原千恵子[23]

#### 公演記録
福井県文書館蔵「高田富文書」資料群のプログラム等から、以下の公演概要がわかる。
| 開催時期 | 公演名                             | 題目 |
| -------- | ---------------------------------- | --- |
| 1931.11  | 『だるま屋少女歌劇十一月公演』     | （だるま屋行進曲、バラエテー式小舞踊、お伽歌劇間抜三平、小劇「賭」、秋の踊り豊秋の賦）                                                                   |
| 1931.12  | 『だるま屋少女歌劇十二月公演番組』 | （だるま屋小夜曲、春待月の曲、唐人お吉、小劇生れ出でんとする子、時局小景、神話歌劇出雲八重垣）                                                           |
| 1932.1   | 『だるま屋少女歌劇一月公演番組』   | （プロローグ、ヴアライテイ、歌劇うかれ達磨、スキー点景、歌劇初夢）                                                                                       |
| 1932.2   | 『だるま屋少女歌劇二月公演番組』   | （童話歌劇笛吹き仙公、ヴアライテイ、早春幻想曲、歌劇ウヰリアム・テル）                                                                                   |
| 1932.3   | 『だるま屋少女歌劇三月公演番組』   | （ヴアライテイ、童話歌劇浦島後日譚、舞踊白鳥と王、歌劇八重山吹）                                                                                         |
| 1932.4   | 『だるま屋少女歌劇四月公演番組』   | （忠列無双剛勇ニ斥候、歌劇花筐、時局小劇爆弾勇士「江下一等兵」、春の踊りう朗らかな春は躍る）                                                             |
| 1932.5   | 『だるま屋少女歌劇五月公演番組』   | （メリー・ゴー・ラウンド、歌劇くさめ、ヴアライテイ、史歌劇寺子屋）                                                                                       |
| 1932.6   | 『だるま屋少女歌劇六月公演番組』   | （初夏のヴアライテイ、母性愛劇丘を越えて、凱旋行進曲、神話歌劇大国主命）                                                                                 |
| 1932.7   | 『だるま屋少女歌劇七月公演番組』   | （歌劇越後の良寛、ナンセンス・レヴュウ七月の海は微笑む）                                                                                                 |
| 1932.9   | 『だるま屋少女歌劇九月公演番組』   | （童話歌劇森のピノチオ、スポーツ・ナンセンスオリンピック・シヨウ、史劇青洞門物語）                                                                       |
| 1932.11  | 『だるま屋少女歌劇十一月公演番組』 | （喜歌劇仇同志、悲歌劇雀追ふ母、秋のヴァライテイ） |
| 1932.12  | 『少女歌劇十二月公演番組』         | （喜歌劇月給日、史歌劇日本一名城由来記、レヴュー無軌道世界一周）                                                                                         |
| 1933.1   | 『少女歌劇一月公演番組』           | （新舞踊朝海、史歌劇熊王丸、正月のヴァライテイ） |
| 1933.2   | 『少女歌劇二月公演番組』           | （史劇薩摩守忠度、童話歌劇ジャックと豆の木、怪奇変幻舞踊劇相馬の古御所）                                                                                 |
| 1933.3   | 『少女歌劇三月公演番組』           | （郷土美談味真野の乳母、サーカス哀話ピエロは何処へ、オペレット吾等の大学）                                                                               |
| 1933.4   | 『少女歌劇四月公演番組』           | （新釈勧進帳愛怨安宅の関、スペクタクル「カルメンシタ」、春のヴァライテイ）                                                                               |
| 1933.5   | 『少女歌劇五月公演番組』           | （若狭義民伝松木荘左衛門、軍事探偵ロマンス灰色の妖花、珍釈弥次喜多漫遊記）                                                                               |
| 1933.6   | 『少女歌劇六月公演番組』           | （軍事探偵ロマンス灰色の妖花、喜劇源平対陣、レヴュウ謝肉祭）                                                                                             |
| 1933.7   | 『少女歌劇七月公演番組』           | （喜歌劇ウエルカム・サンマー、江戸前喜劇名刀友切丸、天界ナンセンス牽牛織女）                                                                             |
| 1933.9   | 『少女歌劇九月公演番組』           | （漢楚軍談歌劇垓下の悲曲、お伽歌劇あなたはお伽の国を信じますか、九月のヴァライテイ）                                                                     |
| 1933.10  | 『少女歌劇十月公演番組』           | （史歌劇勾当内侍、時代劇レヴュウ忠臣蔵、音楽喜劇チャップリン幻想曲、10月27日特別公演番組を含む）                                                         |
| 1933.11  | 『少女歌劇十一月公演番組』         | （歌劇小公女、時代劇レヴュー忠臣蔵、軍事レビュー日本・支那・満州）                                                                                       |
| 1933.12  | 『少女歌劇十二月公演番組』         | （弱虫日記僕の一週間、時代劇レヴュウ忠臣蔵） |
| 1934.1   | 『少女歌劇一月公演番組』           | （舞踏戌の春、童話劇集赤い鳥の歌、喜歌劇おれは殿様だ）                                                                                                   |
| 1934.2   | 『少女歌劇二月公演番組』           | （舞踊小品、史歌劇武士の子、お伽歌劇ほんたうになつたお伽の国）                                                                                           |
| 1934.3   | 『少女歌劇三月公演番組』           | （歌劇東洋の衣裳、伊太利哀話兄と弟、春のヴァライテイ）                                                                                                   |
| 1934.4   | 『少女歌劇四月公演番組』           | （音楽喜劇吹けば飛ぶ男六景 歌劇万寿の前、脱線混戦ヴァライテイ狂った27ケ月、手書き）                                                                      |
| 1934.5   | 『少女歌劇五月公演番組』           | （三ツの小品 名優哀史ロンドン祭（アンナの巻）、喜歌劇本当の間違）                                                                                        |
| 1934.6   | 『少女歌劇六月公演番組』           | （名優哀史ロンドン祭ケテイの巻、名優哀史ロンドン祭エレイナの巻、家庭喜劇親爺はいゝな）                                                                   |
| 1934.7   | 『少女歌劇七月公演番組』           | （太閤と曾呂利、灯台守夜話父と子 ナンセンスレヴュー花嫁艦隊）                                                                                            |
| 1934.9   | 『少女歌劇タイムス』               | （海の悲劇七つの魂！、腕白少年トム・ソウヤー、連続スケッチ旅姿水戸黄門、ヴァライテイ初秋の小品集、（コラム）喫煙室、最近に見た歌舞伎所感 T坊、思ひ思ひ） |
| 1934.10  | 『少女歌劇タイムス』               | （童話歌劇人間とお人形、新史歌劇北荘落城、二人芝居新聞紙、キューピー草綺談パックの悪戯、歌劇日記中より、御批評のとりどり）                               |
| 1934.11  | 『少女歌劇タイムス』               | （歌舞劇腕、小品スポーツ風景、喜劇殿様自由廃業、ダンス・エ・シャンソン赤い風車、歌劇日記中より、批評欄）                                                 |
| 1934.12  | 『少女歌劇タイムス』               | （旧約物語ダビデは嘆く、異国ローマンス光は東方より、ナンセンスストーリー花婿聯隊、歌劇日記中より、感想欄）                                               |
| 1935.1   | 『少女歌劇タイムス』               | （舞踊狂言俄道心、初春の御笑劇弥次喜多正月の巻、新春のヴァライテイ、歌劇日記中より、批評欄）                                                             |
| 1935.2   | 『少女歌劇タイムス』               | （名君挿話小鳥篭、人生劇北境の夜明、ミュージカルローマンス三銃士、歌劇日記中より、批評欄）                                                               |
| 1935.3   | 『少女歌劇タイムス』               | （陣中ナンセンス馬の拾った功名、ミュージカルコメデイ奥様はお人よし、ダンス・エ・シャンソン春三部作の１春ひらく、歌劇日記中より、二月公演感想欄）         |
| 1935.4   | 『少女歌劇タイムス』               | （純情ロマンスネメチエック少年の夢、古典伝奇春怨倭歌、ダンス・エ・シャンソン春三部作の２各国の春、歌劇日記中より、三月の感想）                           |
| 1935.5   | 『少女歌劇タイムス』               | （美はしの友情三つの小皿、純情ロマンスネメチエック少年の夢、ダンス・エ・シャンソン春三部作の3春とざす、歌劇日記中より、四月の感想）                      |
| 1935.6   | 『少女歌劇タイムス』               | （叙情詩劇愛と死の戯れ、コドモカゲキ魔法テーブルかけ、浴衣道中水戸黄門と弥次喜多、ヴアライテエイ夏のメロディ、歌劇日記中より、五月の感想）               |
| 1935.7   | 『少女歌劇タイムス』               | （盂蘭盆怪異愛の呪縛、笑劇アチヤラ温泉、ミュージカルプレイふるさとの唄、歌劇日記中より、六月の感想）                                                     |
| 1935.9   | 『少女歌劇タイムス』               | （コドモカゲキカイザー王子とエミール、歌劇殿様返り咲き、ミュージカルコメディ女署長様は御多忙、歌劇日記中より、寄書欄について）                           |
| 1935.10  | 『少女歌劇タイムス』               | （寓話歌劇イワンの馬鹿、歌舞劇安宅、ヴアライテイ秋のリズム、歌劇日記中より、感想欄）                                                                     |
| 1935.11  | 『少女歌劇タイムス』               | （オペレット吟遊詩人、歌舞劇「安宅」、ノンストップヴアライテイ娘まつり、歌劇日記中、感想欄）                                                             |
| 1935.12  | 『少女歌劇タイムス』               | （幕末史劇観音堂の奥様、童話喜劇それでよし、ナンセンスカクテル忠珍蔵、サヨナラ昭和十年冬来りなば！、歌劇日記中、感想欄）                                 |
| 1936.1   | 『少女歌劇タイムス』               | （コドモのミセモノ見世物小屋、喜歌劇殿様嫁選び、巴里の哀歌椿姫、感想欄、少女歌劇論）                                                                     |
| 1936.2   | 『少女歌劇タイムス』               | （平家悲曲薩摩潟残月魄、ライト・ショウラッグラッグ若人、巴里の哀歌椿姫、感想欄）                                                                         |
| 1936.3   | 『少女歌劇タイムス』               | （弥次喜多初上り京の春旅、愛の小品港、レヴュウ結婚行進曲、感想欄）                                                                                       |
| 1936.4   | 『少女歌劇タイムス』               | （レヴュウ続結婚行進曲、悲歌劇紅椿よ早う散れ、ＤＳＫ珍放送春のヴァライテイ、感想欄、少女歌劇論）                                                         |
| 1936.5   | 『少女歌劇タイムス』               | （史劇大中黒の旗風、新喜劇東京明暗色昭和五人女、エスパニア、四月感想）                                                                                   |
| 1936.6   | 『少女歌劇タイムス』               | （喜歌劇地獄異変、少年友愛物語幼な心、新喜劇東京明暗色昭和五人女、五月感想）                                                                             |
| 1936.7   | 『少女歌劇タイムス』               | （1頁は、3頁の誤植、1-2頁欠、六月感想、少女歌劇論） |

### だるま屋マーケット
昭和初期には、すでに全国各地において百貨店と中小小売商との間で軋轢が発生していた。坪川は中小小売商対策を意識して、開店当初から貸店舗マーケット（220坪）を併設。市内の中小小売商20店を入居させた。これは今で言う「専門店街」に相当する。
マーケットの営業方針は、
1. 正札（販売価格）を明記し 掛け値を禁じ 現金販売とすること、
2. 商品の定価（販売価格）は市価以下とすること

などで、公設市場に準ずるような施設となった。
だるま屋が催し物を行って客を集めると、その余波がマーケットに及び、地元の小売商も潤うようにした。このため地元の小売商は、だるま屋を敵対するものとは考えず、反百貨店運動を展開することもなかった。むしろだるま屋の開明的な営業方針を見習い、だるま屋と共存共栄を図ることを考えるようになった。その後、福井市では、大型店進出に際して、地元専門店が組合を結成しショッピングセンターを建設、地元が主導権を握って大型店に入居させるいわゆる「福井型ショッピングセンター」と呼ばれるスタイルが主流となっているが、だるま屋が協調型店舗の原型を作ったといえる。

## だるま屋西武
福井空襲から復興開店した直後に福井地震で倒壊するなど、だるま屋の戦後の経営は困難が続いた。第2期拡張を行ったあと一層財務状態は悪化し、1969年（昭和44年）には倒産（経営破綻）して、家主であるだるま屋不動産に本家のだるま屋が吸収合併されるまでに至った。このため、営業刷新のノウハウを求めて西武百貨店に接触を求めただるま屋は、1970年7月に業務提携を締結、西武が主宰する日本百貨店経営協議会（JMA）に加盟した。同年11月には5割増資して資本金を1億4700万円とし、増資分を西武が出資した。この増資によって売場面積の1割増床や配送センターの改築などの合理化に着手した。
しかし、だるま屋の財務状態は西武の予想をはるかに超えて悪化しており、地震からの復興の際、地元の土建業者やセメント会社の資本が導入されて経営が変わったことは、労働組合との対立を厳しいものとし、合理化を急速に進めるうえでの障害になっていた。福井県の主導による地域再開発計画に参画して旧店舗を閉鎖し、駅前の仮店舗に移転しておきながら、計画そのものが失敗したこと、その際に社員を小松西友や西武百貨店関西などの通勤圏外に移籍させたことなど、西武側に見通しの悪さがみられ、問題をこじらせていった。
再開発計画の挫折後、放置されていた旧店舗の場所に戻るしかなくなったとき、2年近くにわたる労組との交渉が行われ、ようやく合意に達した。旧店舗を取り壊し、新築にかかったのは1978年（昭和53年）3月であった。この間、3億円の増資されていた資本金を百分の1に減資して累積赤字を西武の負担で償却し、経営陣を一新して、新しい体制で再出発した。福井銀行の一貫したバックアップがあったとはいえ、西武も、累積赤字と開店資金を合わせて70億円を超える高価な代償を支払った。
1980年（昭和55年）、資本提携に基づき「だるまや西武」へ社名変更し、セゾングループの一員となった。社名変更を機に建て替えられた本館の設計は菊竹清訓が手掛けたもので、裏側の階段等が斬新なデザインになった。1988年（昭和63年）、グループ再編に伴い、西友から小松西武店、富山西武店の移管を受け、新会社「西武北陸」が発足した。このとき、だるまや西武は存続会社ととなり、合併後も「だるまや西武」の屋号は継続された。1990年（平成2年）にはファミリーマート、ユースとの3社合弁で「北陸ファミリーマート」を設立し、コンビニエンスストア事業にも参入した。しかし、1990年代前半のバブル崩壊でセゾングループは凋落、リストラを余儀なくされた。この結果、1993年（平成5年）10月に西武北陸は西武百貨店に吸収合併され、業績の悪化した小松西武は1996年
（平成8年）、富山西武は2006年（平成14年）にそれぞれ閉店した。

### 新館開業
1999年（平成11年）、福井中央ビルを順栄興産（福井市）が改装し、西武側が1棟まるごと借り受け、新館として営業が始まった。
フロア案内
- B1-1F ヤング・レディス向けのファッション・モール「アップル・シティ」
- 2F - 4F ロフト
- 5F 紀伊國屋書店
- 6F 無印良品、ABCマート

## 福井西武・西武福井店
2001年（平成13年）2月、そごうと西武百貨店が包括的業務提携を締結。2004年（平成16年）9月、株式交換によりそごうが西武百貨店を完全子会社化。2006年（平成18年）、セブン&アイ・ホールディングス傘下となり「福井西武」に改称。78年間続いた「だるま屋」の文字は一旦消滅した。そのため、2005年（平成17年）11月に完成した本館と新館を結ぶ地下通路の名称を一般公募したところ「だるまロード」というネーミングが寄せられ、2006年（平成18年）に命名され、名前が残ることになった。
また、「だるまレッドバザール」「大創業祭だるま祭り」など、催事の名称には「だるま」の名称が2020年
（令和2年）になっても使用されており、2021年（令和3年）3月の本館リニューアル時も、青と赤のだるまを広告に使用している。
2006年（平成18年）2月26日、食品フロアを1,630m2から2,350m2に拡大。ユアーズホテルダイニング（惣菜）、メリメロ・ニュアーズ（洋菓子）、奥井海生堂（昆布）、彌右衛門（乾物）、おたうふ臼屋、安田蒲鉾など、福井の名産品を取り扱う店舗が新規出店した。この拡張に伴い、新館アップル・シティが1F - 2Fに移動。プライド・クライド、ルスーク、アンタイトルの新ブランドが導入される一方、ロフトは1フロア縮小された。
2009年（平成21年）8月1日、ミレニアムリテイリング・そごう・西武百貨店3社合併により「そごう・西武」が発足したことに伴い、「西武福井店」に改称し現在に至る。

### 新館を閉鎖
2021年（令和3年）2月28日、そごう・西武は営業不振を理由に新館を閉鎖し、売場を減らした。ピーク時の1993年2月期には255億3,800万円あった福井店の売上は、2019年2月期では115億5,500万円にまで落ち込んでいる。旧新館の閉館後、新館にあったロフト・無印良品・紀伊國屋書店を本館へ移設し直営売場を削減するほか、1階フロアを一部食品売場へ改装するなどのリニューアルが行われた。
2023年にそごう・西武はセブン&アイ・ホールディングスから、外資ファンドのフォートレス・インベストメント・グループに売却された。2024年時点ではフォートレスは全国の10店舗の改装に合計で数百億円を投じる計画を明らかにし、閉店や撤退は考えていないと表明していたが、2025年には西武秋田店と西武福井店については「自治体と存続について協議する」と表明している。
なお、旧新館ビルを所有した順栄興産は、敷地を長谷工コーポレーションに売却。2023年（令和5年）9月から解体工事が着手されている。

### フロア案内
詳細は、#フロア案内を参照。
なお、本館については#西武福井店（西武福井本館）、閉館前の新館については#福井中央ビル（西武福井新館）を参照
営業時間
- 10時 - 19時30分（休業日不定）

営業時間（本館レストラン街）
- 11時 - 22時（休業日不定）

### 交通アクセス
公式サイト「アクセス・駐車場」も参照。
- 北陸新幹線、ハピラインふくい線、えちぜん鉄道勝山永平寺線、福井鉄道福武線：福井駅
- 京福バス：「駅前電車通り」・「駅前大通り」・「福井駅」バス停下車
- E8 北陸自動車道 福井ICから、主に国道158号、福井県道・石川県道5号福井加賀線経由 約5km。

## フロア案内
詳細は公式サイトを参照。
夏場のみ、西武福井本館の屋上がビアガーデンとして使用される。
連絡通路の通り道のことを「アップルロード」として名称されている。
色と記号の見分け方
- ：黄色（百貨店）
- ：黄緑色（食品街）[注 2]
- ：薄紅色（レストラン街）
- ：空色（屋上階）
- ：鼠色（閉鎖中）
- ：乳白色（空欄）
- ○：別の場所に移転したもの
- ☆：旧新館から本館へ移転したもの
- □：旧新館から本館へ集約したもの
- ◇：一部の店が新たに開業されたもの
- △：2021年2月末に撤退されたもの
- ×：一部の店が閉業されたもの

2021年3月の本館リニューアル以後
|              | 福井西武・西武福井店                                    |
| 西武福井本館 |                                                         |
| ------------ | ------------------------------------------------------- |
| RF           | 屋上（ビアガーデン）                                    |
| 8F           | ◇レストラン街「ダイニングスクエア」                     |
| 7F           | こども服 ☆紀伊國屋書店                                  |
| 6F           | 催事場 ☆ロフト ☆無印良品                                |
| 5F           | ○インテリア 高級雑貨 呉服 美術画廊 ○ギフトサロン        |
| 4F           | 婦人服 化粧品 ○サンロード美容室                         |
| 3F           | 婦人服 ◇茶楽かぐや（喫茶）                              |
| 2F           | 紳士服 ○スポーツ・ゴルフ ◇JINS イタリアントマト（喫茶） |
| 1F           | 化粧品 婦人雑貨 ☆食品街（菓子）                         |
| B1F          | 食品街                                                  |

レストラン街「ダイニングスクエア」
- 寿司《ほまれ寿司》
- 焼肉《牛成》
- 土鍋ご飯《米と魚 たて涌》
- 小籠包ダイニング《鼎 by JIN DIN ROU》［ディンズ バイ ジンディンロウ］
- イタリアン《Italian Kitchen VANSAN》［バンサン］
- 蕎麦《蕎麦Dining 一福》
- 和食《開花亭 BIS》
- カフェ《ブルーストッキングカフェ》

2020年2月から2021年2月まで
|              | 福井西武・西武福井店             | 連絡通路     | 福井中央ビル                                                |
| 西武福井本館 | 西武福井新館                     | 連絡通路     |                                                             |
| ------------ | -------------------------------- | ------------ | ----------------------------------------------------------- |
| RF           | 屋上（ビアガーデン）             | なし         | なし                                                        |
| 8F           | 改装工事中                       | なし         | なし                                                        |
| 7F           | こども服 ○スポーツ・ゴルフ       | なし         | なし（屋上階）                                              |
| 6F           | ○インテリア ○ギフトサロン 催事場 | なし         | ☆無印良品 △ABCマート                                        |
| 5F           | 高級雑貨 呉服 婦人服             | スカイアーチ | ☆紀伊國屋書店                                               |
| 4F           | 婦人服 ○サンロード美容室         | なし         | ☆ロフト クラフトループ                                      |
| 3F           | 婦人服 ◇茶楽かぐや（喫茶）       | なし         | ☆ロフト △ヴィレッジヴァンガード                             |
| 2F           | 紳士服 イタリアントマト（喫茶）  | なし         | □アップルシティ                                             |
| 1F           | 婦人雑貨 婦人服                  | なし         | □アップルシティ                                             |
| B1F          | 食品街                           | だるまロード | ☆食品街 △UCCカフェメルカード（喫茶） △ABCクッキングスタジオ |

2020年（令和2年）2月頃から本館8階のレストラン街の全面改装に着手されるため一時閉鎖となり、2021年（令和3年）2月末には本館の一部の店が大改装され、8階にあったサンロード美容室は4階に移転し、新館にあった一部テナントを本館の6階と7階へ移すためスポーツ・ゴルフは7階から2階にインテリアとギフトサロンは6階から5階に移転されている。また、この時期には新型コロナウイルス感染症のため一部の店が閉店されたり営業時間が短縮されている。
2020年1月まで
|              | 福井西武・西武福井店             | 連絡通路     | 福井中央ビル                                                |
| 西武福井本館 | 西武福井新館                     | 連絡通路     |                                                             |
| ------------ | -------------------------------- | ------------ | ----------------------------------------------------------- |
| RF           | 屋上（ビアガーデン）             | なし         | なし                                                        |
| 8F           | ×レストラン街 ○サンロード美容室  | なし         | なし                                                        |
| 7F           | こども服 ○スポーツ・ゴルフ       | なし         | なし（屋上階）                                              |
| 6F           | ○インテリア ○ギフトサロン 催事場 | なし         | ☆無印良品 △ABCマート                                        |
| 5F           | 高級雑貨 呉服 婦人服             | スカイアーチ | ☆紀伊國屋書店                                               |
| 4F           | 婦人服                           | なし         | ☆ロフト クラフトループ                                      |
| 3F           | 婦人服 ◇茶楽かぐや（喫茶）       | なし         | ☆ロフト △ヴィレッジヴァンガード                             |
| 2F           | 紳士服 イタリアントマト（喫茶）  | なし         | □アップルシティ                                             |
| 1F           | 婦人雑貨 婦人服                  | なし         | □アップルシティ                                             |
| B1F          | 食品街                           | だるまロード | ☆食品街 △UCCカフェメルカード（喫茶） △ABCクッキングスタジオ |

レストラン街
- 高級中華料理《鳳城酒店》
- 和食料理《釜蔵》
- 越前生粉打《笏谷そば》
- イタリアンレストラン《マルゲリータ》

2019年以前
|              | 福井西武・西武福井店             | 連絡通路     | 福井中央ビル                                                |
| 西武福井本館 | 西武福井新館                     | 連絡通路     |                                                             |
| ------------ | -------------------------------- | ------------ | ----------------------------------------------------------- |
| RF           | 屋上（ビアガーデン）             | なし         | なし                                                        |
| 8F           | ×レストラン街 ○サンロード美容室  | なし         | なし                                                        |
| 7F           | こども服 ○スポーツ・ゴルフ       | なし         | なし（屋上階）                                              |
| 6F           | ○インテリア ○ギフトサロン 催事場 | なし         | ☆無印良品 △ABCマート                                        |
| 5F           | 高級雑貨 呉服 婦人服             | スカイアーチ | ☆紀伊國屋書店                                               |
| 4F           | 婦人服                           | なし         | ☆ロフト クラフトループ                                      |
| 3F           | 婦人服 ×神戸凮月堂               | なし         | ☆ロフト △ヴィレッジヴァンガード                             |
| 2F           | 紳士服 イタリアントマト（喫茶）  | なし         | □アップルシティ                                             |
| 1F           | 婦人雑貨 婦人服                  | なし         | □アップルシティ                                             |
| B1F          | 食品街                           | だるまロード | ☆食品街 △UCCカフェメルカード（喫茶） △ABCクッキングスタジオ |

レストラン街
- 高級中華料理《鳳城酒店》
- 和食料理《釜蔵》
- 越前生粉打《笏谷そば》
- イタリアンレストラン《マルゲリータ》
- レストラン《Casa Grande》（2019年8月末に閉業）

2005年以前
|              | だるまや西武                     | 連絡通路 | 福井中央ビル         |
| 西武福井本館 | 西武福井新館                     | 連絡通路 |                      |
| ------------ | -------------------------------- | -------- | -------------------- |
| RF           | 屋上（ビアガーデン）             | なし     | なし                 |
| 8F           | ×レストラン街 ○サンロード美容室  | なし     | なし                 |
| 7F           | こども服 ○スポーツ・ゴルフ       | なし     | なし（屋上階）       |
| 6F           | ○インテリア ○ギフトサロン 催事場 | なし     | ☆無印良品 △ABCマート |
| 5F           | 高級雑貨 呉服 婦人服             | なし     | ☆紀伊國屋書店        |
| 4F           | 婦人服                           | なし     | ☆ロフト              |
| 3F           | 婦人服                           | なし     | ☆ロフト              |
| 2F           | 紳士服                           | なし     | ☆ロフト              |
| 1F           | 婦人雑貨 婦人服                  | なし     | □アップルシティ      |
| B1F          | 食品街                           | なし     | □アップルシティ      |

1999年以前
|     | だるまや西武                     |
| --- | -------------------------------- |
| RF  | 屋上（ビアガーデン）             |
| 8F  | ×レストラン街 ○サンロード美容室  |
| 7F  | こども服 ○スポーツ・ゴルフ       |
| 6F  | ○インテリア ○ギフトサロン 催事場 |
| 5F  | 高級雑貨 呉服 婦人服             |
| 4F  | 婦人服                           |
| 3F  | 婦人服                           |
| 2F  | 紳士服                           |
| 1F  | 婦人雑貨 婦人服                  |
| B1F | 食品街                           |

なお、本館については#西武福井店（西武福井本館）、閉館前の新館については#西武福井新館を参照
営業時間
- 10時 - 19時30分（休業日不定）

営業時間（本館レストラン街）
- 11時 - 22時（休業日不定）

## 西武福井店（西武福井本館）

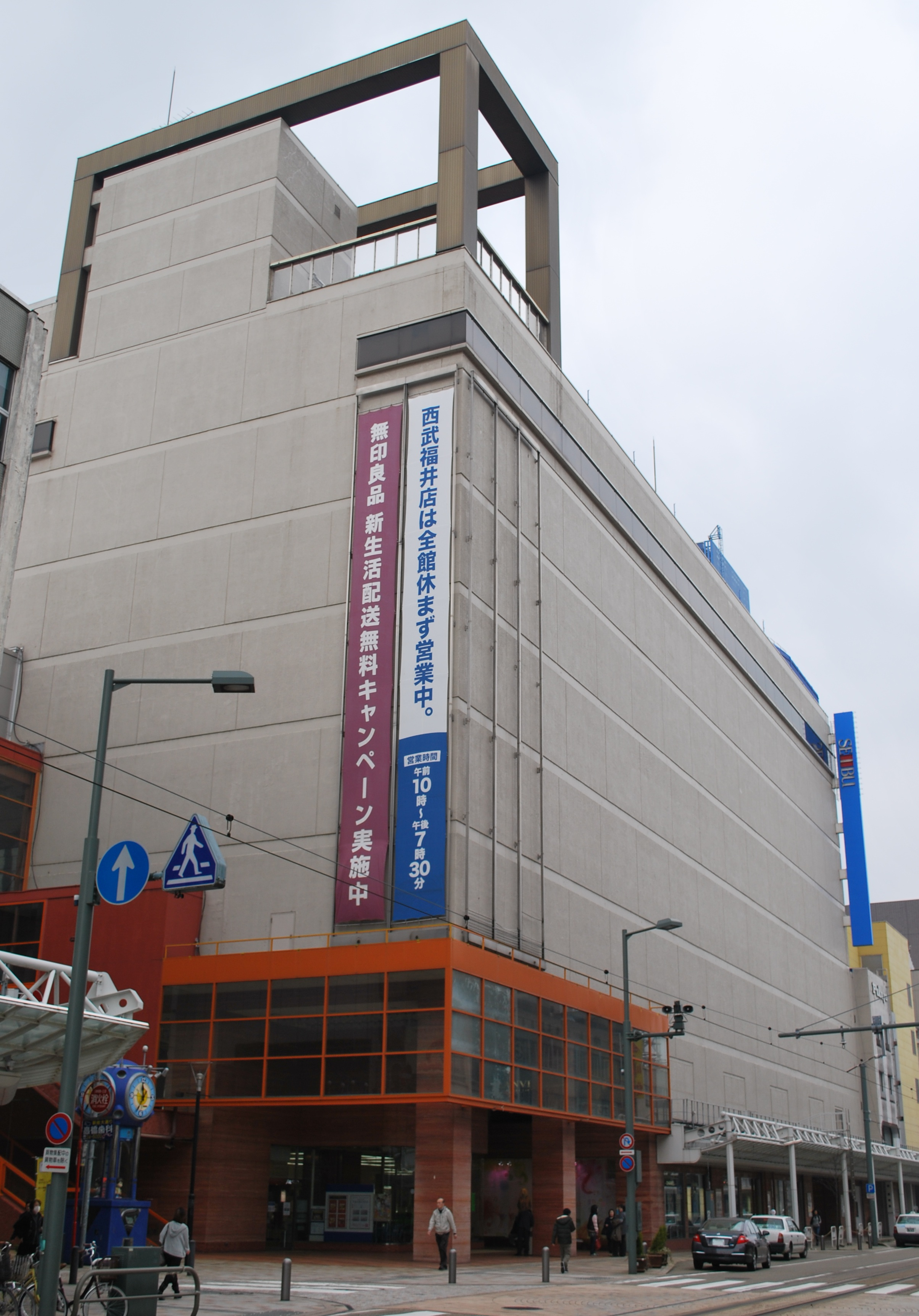
西武福井本館

1953年（昭和28年）に完成した商業ビルである。前身は「だるま屋」。過去のだるま屋は空襲や地震によって全壊全焼を繰り返し、1953年に新店舗が完成した。
1999年（平成11年）9月、1992年（平成4年）に閉鎖したパルビル（ファッションランド・パル）を買収し、新館として開業したため、こちらは本館と名乗るようになった。
リニューアル以後の本館
- RF（夏場のみビアガーデンとして使用される）[46]
- 8F
  - レストラン街（一時閉鎖しリニューアル後にはダイニングスクエアと表記されるようになった）
    - ほまれ寿司（寿司）
    - 牛成（焼肉）
    - 米と魚 たて（土鍋ご飯）
    - 鼎 by JIN DIN ROU（小籠包ダイニング）
    - Italian Kitchen VANSAN（イタリアン）
    - 蕎麦Dining 一福（蕎麦）
    - 開花亭 BIS（和食）
    - ブルーストッキングカフェ（カフェ）
- 7F
  - 子供服
  - おもちゃ・サンリオ
  - 紀伊國屋書店（新館5階から本館7階に移転）
- 6F
  - 催事場
  - ロフト(LOFt)（新館3-4階から本館6階に移転）
  - 無印良品（新館6階から本館6階に移転）
- 5F
  - 高級雑貨
  - 呉服
  - インテリア（6階から5階に移転）
  - 美術画廊
  - ギフトサロン（6階から5階に移転）
- 4F
  - 婦人服
    - プレタポルテ
    - エレガンスサロン

  - 化粧品
  - サンロード美容室（8階から4階に移転）
- 3F
  - 婦人服
    - 婦人インナーウェア
    - 婦人フォーマル
    - レディーストラッド
    - プレミアムスタイル
    - ヤングキャラクター

  - 茶楽かぐや（喫茶店）
- 2F
  - 紳士服
  - スポーツ・ゴルフ（7階から2階に移転）
  - JINS（2021年春に開業）
  - イタリアントマト（喫茶店）
- 1F
  - 化粧品
  - 婦人雑貨
  - 食品街（菓類子は新館地下1階から本館1階に移転）
- B1F
  - 食品街

かつて8階に存在していたレストラン
- 鳳城酒店（2020年2月末に閉業）
- 釜蔵（2020年2月末に閉業）
- 笏谷そば（2020年2月末に閉業）
- マルゲリータ（2020年2月末に閉業）
- Casa Grande（2019年8月末に閉業）

かつて3階に存在していた菓子屋
- 神戸凮月堂

## 旧西武福井新館

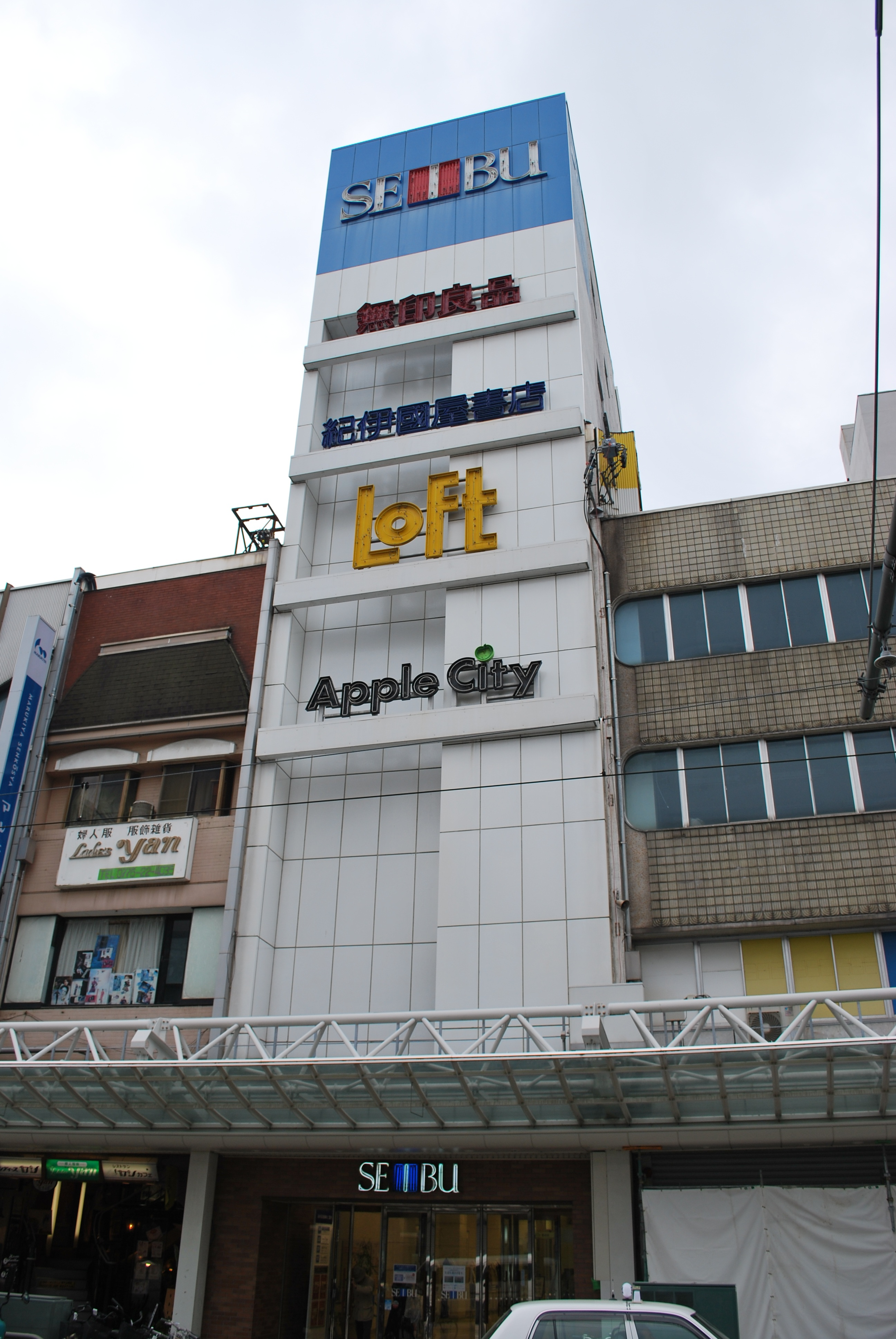
西武福井新館（旧新館）の駅前正面出入口

1971年（昭和46年）に完成した商業ビルで、正式名称は福井中央ビルである。前身は「ファッションランド・パル」。
福井市の順栄興産が所有するビルで、1999年（平成11年）のオープン時から西武側に1棟貸しされてきた。
しかし、営業不振を理由にセブン&アイ・ホールディングスは新館を2021年（令和3年）2月末に閉鎖すると発表、同年2月28日、西武福井新館は営業を終了した。
新館（2021年2月28日まで）
- 6F
  - 無印良品（西武福井新館閉鎖により本館6階に移転）[9][40][48]
  - ABCマート(ABC-MART)（西武福井新館閉鎖とともに撤退）[47][48]
- 5F
  - 紀伊國屋書店（西武福井新館閉鎖により本館7階に移転）[40][48]
- 4F
  - ロフト(LOFt)（西武福井新館閉鎖により本館6階に移転）[9][40][48]
  - クラフトループ(Craft Loop)（西武福井新館閉鎖とともに撤退）
- 3F
  - ロフト(LOFt)（西武福井新館閉鎖により本館6階に移転）[9][40][40][48]
  - ヴィレッジヴァンガード(VILLAGE/VANGUARD)（西武福井新館閉鎖とともに撤退）[47][48]
- 2F
  - アップルシティ(Apple City)（ファッション関連の店舗で主に構成され本館に集約）[47]
    - ティヨール(TILLEUL)（西武福井新館閉鎖とともに撤退）[48]
    - ハイデンシーク(Hide and Seek)（西武福井新館閉鎖とともに撤退）[48]
    - 組曲（西武福井新館閉鎖とともに撤退）[48]
- 1F
  - アップルシティ(Apple City)（ファッション関連の店舗で主に構成され本館に集約）[47]
    - ゆうちょ銀行（西武福井新館閉鎖とともに撤退）
- B1F
  - 食品街（西武福井新館閉鎖により酒類は本館地下1階に菓子類は本館1階に移転）
    - UCCカフェメルカード（西武福井新館閉鎖とともに撤退）[48]
    - ABCクッキングスタジオ（西武福井新館閉鎖とともに撤退）

## 周辺競合店
- 吉野屋百貨店

1931年（昭和6年）11月開店。福井駅前北通り。呉服店が道路拡張に際して百貨店化した店。敷地120坪、地下1階・地上3階建て、エレベーター設置したことが評判になったが、立地が悪く数年で閉店した。
- 福屋

1936年（昭和11年）開店。金沢の宮市大丸（後の大和）が、福井進出に際して反対運動が起こることを予想し、県会議員 濃畑三郎の名前を借りてダミー名で建築申請。やがて、その正体が県外資本の宮市大丸ということが噂で広まり、反対運動が起こった。しかし当時、百貨店の出店を規制する法律がなかったため認可された。だるま屋が木造だったのに対し、福屋はエレベーター付鉄筋7階建てということで大変な脅威となった。1948年（昭和23年）の福井地震で建物が倒壊し撤退した。
- ユニー
  - ほていや福井店 中央1-3-1加藤ビル（福井放送の筆頭株主）1967年（昭和42年）9月開店。1,452m2。2号店開設後、呉服寝装センターに改称後、子会社さが美（呉服チェーン）に移管。1975年（昭和50年）、さが美が2号店内に移転し閉鎖。その後、北陸銀行福井支店駅前出張所となる[51]。
  - ほていや福井ショッピングセンター（2号店）中央1-1?12 1968年（昭和43年）開店。5,977m2。その後、ユニー、ポアンカ、1990年（平成2年）からは生活創庫と店名変更。2002年（平成14年）1月20日閉店[52]。その後、福井市により「えきまえKOOCAN」として利用されてきたが、福井駅西口中央地区市街地再開発事業の対象地域とされ、市関連施設が中心となり大型店は入らない予定となっていた[53]。建て替えた再開発ビルの名称をハピリンとして2016年（平成24年）完成。
  - アピタ福井店 飯塚町11-111 1996年（平成8年）12月5日開店。15,484m2。
  - アピタ大和田店 大和田町32-24-1 フェアモール福井 2000年（平成12年）10月27日開店。43,428m2。
- ジャスコ
  - 福井店 ファッションランド・パル 1971年（昭和46年）4月開店。11,351m2。1992年にだるま屋の隣地で閉店後、西武の新館となった[7][8]。
  - 福井ピア店 二の宮2-8 フクイショッピングプラザ・ピア 19,795m2。1977年（昭和52年）11月開店[54]。福井市小売商近代化協議会がダイエー出店阻止の目的で土地を取得し、地元主導で開設した「福井型ショッピングセンター」第1号[54][55]。地元専門店は80店。2003年（平成15年）5月12日に改装を理由に閉店した直後、ピアが自己破産。長期にわたる裁判沙汰となったため[54][56]、これ以降イオンは福井に大型店を出店していない[55]。
- 平和堂
  - アル・プラザ ベル店 花堂南2-1601-1-2 ゴールドショッピングセンター・ベル 1980年（昭和55年）4月25日開店[57]。23,755m2。地元専門店は88店。同様にダイエーが狙っていたボウリング場跡地を近代化協議会が取得して開設[58]。
- ヤスサキ
  - パリオCITY 松城町12-7 12,931m2。1989年（平成元年）11月22日開店。旧ダイエーFC。ダイエーが経営破綻した後独立し、無系列GMS。